# Informe Brundtland
L'informe Brundtland és un informe socioeconòmic sobre una gran quantitat de nacions encarregat per l'ONU després de la resolució de l'Assemblea General A/38/161 al 1983 i per la qual es formà la Comissió mundial sobre Medi Ambient i Desenvolupament (WCED, en les seves sigles anglès).
En 1987, la Comissió (encapçalada per l'ex-primera ministra noruega Gro Harlem Brundtland), va publicar el seu informe sota el títol "El nostre futur comú" (Our Common Future, en anglès). Tot i això, l'informe passaria a ser conegut amb el cognom de la presidenta de la comissió que l'elaborà.
L'informe proposà els principis per al desenvolupament sostenible com s'entén generalment avui, i utilitzà per primera vegada el terme desenvolupament sostenible (o Desenvolupament Sustentable) com "aquell que satisfà les necessitats del present sense comprometre les necessitats de les futures generacions".
En 1989, l'informe va ser discutit en l'Assemblea General, que decidí organitzar una Conferència de les Nacions Unides sobre Medi Ambient i Desenvolupament.